# Lumen (phần mềm)
Lumen là một micro web framework viết bằng ngôn ngữ PHP và được tạo bởi Laravel. Mã nguồn của nó hiện đang lưu trữ trên GitHub và được cấp phép theo các điều khoản của MIT License.